# Хоникер (Виргиния)
Хоникер (англ. Honaker) — город в округе Расселл  в штате Виргиния США. По данным переписи 2020 года, численность населения составляла 1217 человек.

## Население
| 2010 | 2020  |
| ---- | ----- |
| 1449 | ↘1217 |